# Opistholernaea laterobrachialis
Opistholernaea laterobrachialis is een eenoogkreeftjessoort uit de familie van de Lernaeidae. De wetenschappelijke naam van de soort is voor het eerst geldig gepubliceerd in 1959 door Fryer.